# Freddy's Frozen Custard & Steakburgers
Freddy's Frozen Custard & Steakburgers, ou simplesmente Freddy's, é uma rede americana de restaurantes fast-casual com sede em Wichita, Kansas. Seu cardápio inclui steak-burgers, cachorros-quentes Vienna Beef e sanduíches de frango. A empresa também oferece sorvete creme de leite congelado e sundaes especiais.

## História
A Freddy's foi fundada pelos cofundadores Fredrick "Freddy" L. Simon, Bill Simon, Randy Simon e o restaurateur Scott Redler.
Freddy era um veterano da Segunda Guerra Mundial que morava em Wichita, Kansas. Ele se alistou na infantaria do Exército dos EUA em 1943 e foi designado para a 1ª Divisão de Cavalaria. Recebeu o Purple Heart devido aos ferimentos sofridos, e também o Bronze Star Medal por Valor.
Freddy trabalhou para a mesma empresa no setor de hospitalidade por 55 anos, criando conexões com muitos donos de restaurantes. Ele era amigo e parceiro de negócios confiável de um restaurante em 2002 chamado Freddy's Frozen Custard & Steakburgers.
O restaurante começou como uma lanchonete familiar de hambúrgueres em Wichita. O Freddy's conquistou uma grande base de fãs em seu primeiro ano de abertura, o que ajudou a abrir mais unidades em 2004. A comida era baseada em refeições que Freddy havia servido à sua própria família e era considerada uma refeição "totalmente americana". O cenário do restaurante é de refeições rápidas e casuais no final da década de 1940 e início da década de 1950 e evoca "uma era pós-guerra de otimismo, orgulho e valores com foco na união e no tempo de qualidade em família".
Em 17 de dezembro de 2016, Bill Simon, cofundador e filho de Freddy Simon, morreu aos 61 anos de idade. Freddy morreu aos 95 anos de idade em 25 de outubro de 2020.

## Localizações
A empresa, fundada em Wichita em 2002, abriu seu primeiro local em 26 de agosto daquele ano, próximo ao cruzamento da 21st Street com a Tyler Road. Esse local ainda está aberto até hoje.
Em abril de 2011, a empresa abriu sua 50ª loja em Victorville, Califórnia, e em outubro de 2013, sua 100ª loja em Bowling Green, Kentucky.
Sua 150ª loja foi aberta em abril de 2015 em Loveland, Colorado, e quase três anos depois, sua 300ª loja foi aberta em Indianápolis, Indiana, em março de 2018.
O estado com o maior número de unidades da Freddy's até o momento é o Texas, com 73 restaurantes.
Em 2022, foi anunciado que a Freddy's estaria expandindo suas filiais para nove províncias do Canadá.
Em 30 de outubro de 2023, a Freddy's tinha mais de 493 estabelecimentos em 37 estados e 375 cidades. Em 2023, a Freddy's abriu 62 novos locais, um recorde para a empresa, incluindo seu primeiro restaurante em um estádio da Major League Baseball no Busch Stadium do St. Louis Cardinals.